# Benedikt Rejt
Benedikt Rejt čili Benedikt Ried z Pístova, někdy též z Piestingu (1454–1536), známý též jako Benedikt Rieth, Reyd, Rotta, Reta, Benedict Reijt, ale také Beneš z Loun či Beneš Lounský byl český fortifikační stavitel a architekt německého původu. Léta jeho narození se přibližně datují na rok 1454 a po své smrti v roce 1534 nebo 1536 byl pohřben v kostele sv. Mikuláše v Lounech.

## Život

### Původ a začátky Benedikta Rejta
Původ Benedikta Rejta se díky dlouhodobým kontaktům s německy hovořícími zeměmi udává právě do Německa. Avšak jeho působení mimo české území není nijak doloženo. O jeho rodinných vztazích téměř nejsou zmínky. Je zřejmé, že byl nejméně jednou ženatý. Z tohoto manželství byla zaznamenána jeho dcera Anna a synové Wolf, Zikmund a Sixt Ried. Jakého dosáhl vzdělání nebo které vědní disciplíny ovládal, je velmi těžko určitelné. Hlavním rysem práce Benedikta Rejta při příchodu do Čech byla vynikající znalost techniky budování pevností, což byla pravděpodobně příčina jeho pozvání králem Vladislavem II. na královský dvůr. Zde působil jako významný český architekt a hned započal v roce 1485 velkorysou přestavbu Pražského hradu modernizací jeho opevnění. Následně zde provedl dostavbu Starého královského paláce a pro okolní šlechtická sídla navrhl a realizoval fortifikační systémy.
V letech 1505–1529 je zmiňován coby vedoucí kamenického bratrstva při kostele svatého Benedikta na Hradčanech a v průběhu tohoto působení uzavřel smlouvu mezi hradní hutí, tvořenou kameníky usedlými na Hradčanech a Malé Straně a kamenickým a zednickým cechem Starého a Nového Města. Za své dílo byl povýšen do šlechtického stavu (od roku 1502 byl uváděn jako nobilis Benedictus, lapicida domini regis).

### Vzdělání a tvorba

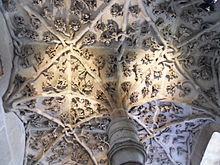
Klenba připomínající dubové větve ve věži Jana Nebojácného v Paříži.

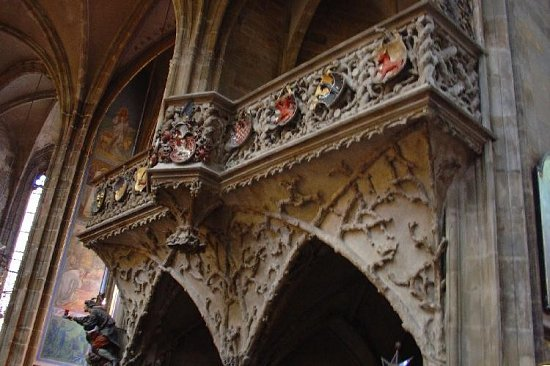
Královská oratoř v Katedrále svatého Víta

Práce architekta jeho měřítek musela obnášet nespočet znalostí v technických oborech, dlouholeté zkušenosti, podložené staletou stavební tradicí velkých klenutých konstrukcí. Rejtovy stavby dodnes udivují svou strukturální stabilitou. Nedílnou součástí bylo matematické nadání pro řadu výpočtů a odhadů, které musel udělat při pouhém vyzdvižení svých kleneb. Dále musel ovládat znalosti z aplikované geometrie, která se projevila na nemalé konstrukční náročnosti jeho staveb a rafinované kompozici všech použitých kleneb.
Stejně takový zájem u Rejtovy architektury budí právě protipól aplikované geometrie – naturalismus a symbolismus. A proto využití vegetabilních forem pro zobrazení architektonických prvků je dalším rysem Benedikta Rejta. Podobné prvky lze nalézt například v Paříži, v zaklenutí gotické věže vévody Jana Nebojácného v paláci burgundských vévodů., který byl postaven již počátkem 15. století. Dubové větve zde vrůstají do klenby, kde se setkávají s hlohem a chmelem, jak diktovala vévodská emblematika. Tato ikoničnost a bezprostřední imitaci přírodních motivů (kmenů a osekaných větví), které nahrazovaly abstraktní stereometrické tvary, je u nás dochovaná i v sále zámku v Bechyni a v kropence či křtilelnici bechyňského františkánského kláštera. Jednou z perel pozdně gotického naturalismu je královská oratoř ve Svatovítské katedrále. I zde jsou klenební žebra tvarována do osekaných větví a v místech dotyku fingovaně svazována.
V Rejtových dílech se kombinují principy gotického dekorativismu s přísnými renesančními konstrukcemi v duchu Albertiho a striktní geometrie s imitativním rozmanitým naturalismem.

### Inspirace a klenební technika Benedikta Rejta

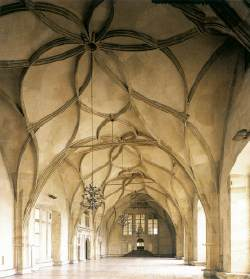
Kroužená klenba Vladislavského sálu na Pražském Hradě

Neobvyklé typy kleneb byly ideálním výrazem panovníkovy moci. Nové typy konstrukcí přinášely vždy žádaný moment překvapení, což bylo vynikajícím prostředkem k vyjádření sociálního statusu svého objednatele.
Tvorba Benedikta Rejta vznikla na základě několika století vývoje klenební techniky a v moderní literatuře se pro ni zavedlo označení pozdně gotická. Avšak dosavadní opakující se techniky přetvořil na vlastní zcela nový typ konstrukcí, díky kterým byl právě tak žádaným stavitelem. Není pochyb, že jeho zkoumání zahrnovalo významně tvorbu Petra Parléře a jeho síťovou klenbu. Ta zprvu připomínala oka sítě podle nichž byla tak pojmenována. Tato struktura je průběžným křivením a prohýbáním odvozena od prvopočáteční konstrukce klenby křížové žebrové. Důležitým faktorem je zde hustější žebrová síť, která umožňovala použití lehčího materiálu pro plošné klenutí a možnou absenci jeho bednění. Do seznamu jeho inspirací se řadí rovněž bavorské prostředí, kde došlo poprvé k použití trychtýřovitých kleneb s krouženými žebry, které jsou pro jeho tvorbu významným bodem,a s nimiž dál pracoval a obohacoval mistrovství prostorových křivek díky svým zkušenostem kameníka.
Křivky, geometrie a také jemu známá dynamika začínají vytvářet hru světla a stínu a znázornění pohybu, což stále umocňuje dojem z jeho práce. Spojením Rejtova osvojeného vzdělání, schopnosti matematicky vyjádřit, co nikdo jiný v této době nedokázal, jeho chápání klenby jako tvaru volně unášeného prostorem, přesto však se staticky dokonalými vlastnostmi, byly vytvářeny stavební klenoty tohoto období s ohlasem i v dílech jeho následovníků.

## Dílo

### Práce na Pražském hradě

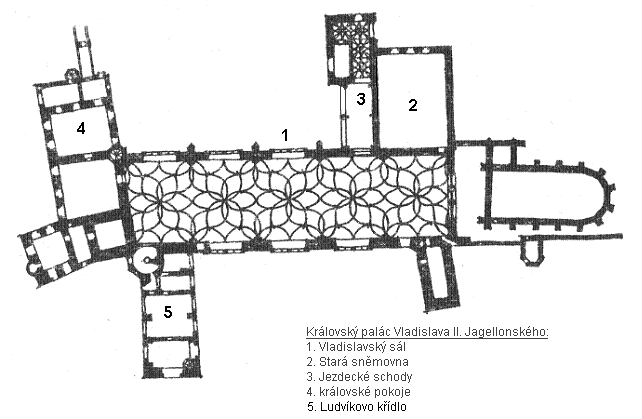
Půdorys Starého královského paláce

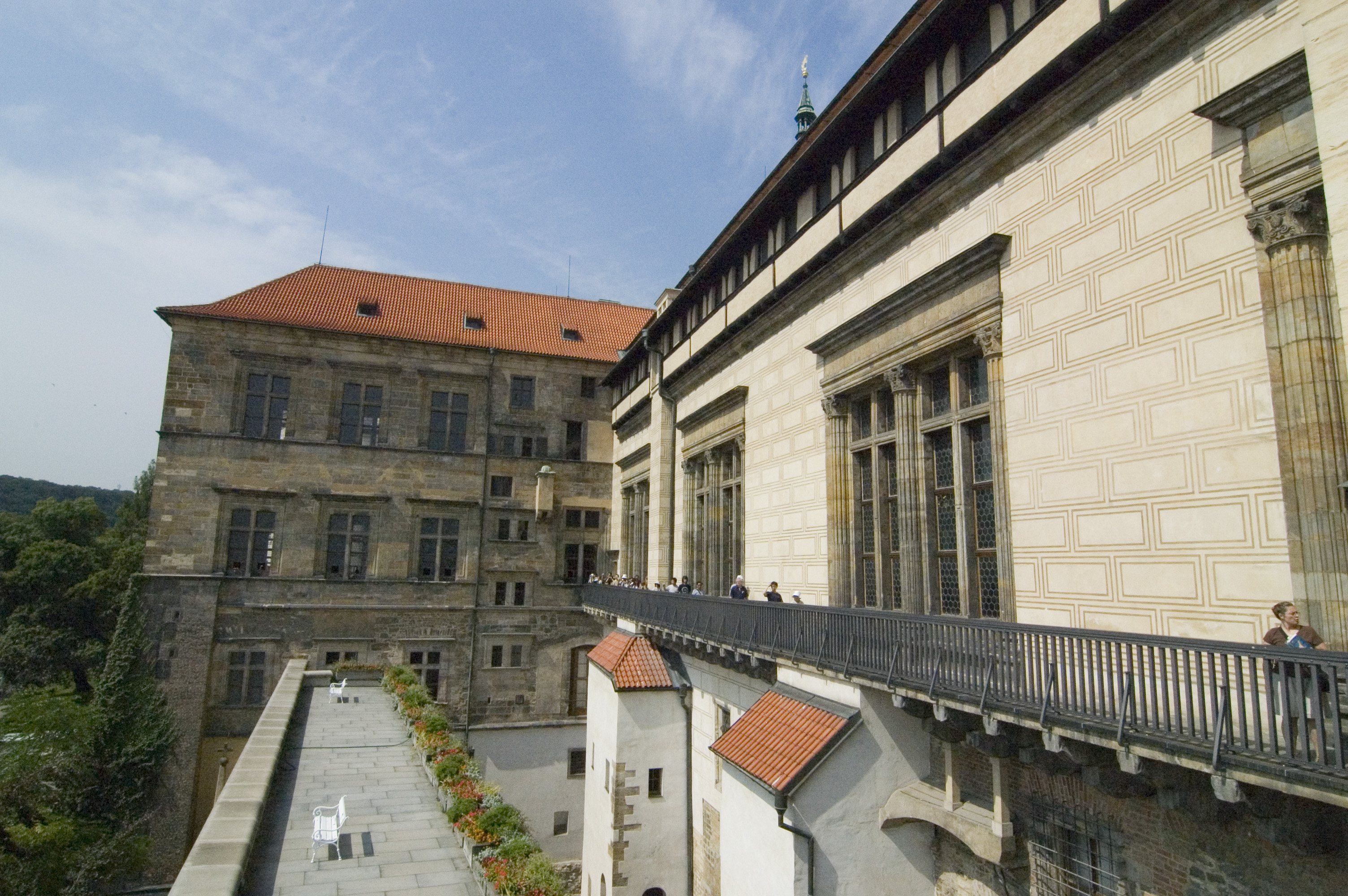
Pohled na Ludvíkovo křídlo a jižní průčelí Vladislavského sálu (zde jsou viditelná obrovská okna s dvojím dělením a kamenným křížem).

Příchod Benedikta Rejta naprosto změnil uměleckou orientaci královské kamenické huti. Jeho zásahy na Pražském Hradě započaly až v době, kdy měl objekt několik století složitého vývoje za sebou. Proto bylo ze situace zřejmé, že zde Rejt musel kombinovat více architektonických činností.
Jako nejstarší za jeho působení se datuje přístavba severozápadního křídla Starého královského paláce, kde vznikla celá sestava místností, sloužící jako reprezentační, zřejmě audienční prostory krále. Přízemí bylo zaklenuto valenou klenbou a nad ním se nachází dva významné prostory v úrovni Vladislavského sálu: západně tzv. Vladislavova ložnice a vedle místnost popisovaná jako „Zelená světnice“ jejíž stěny byly pokryty nástěnnými malbami s vegetabilním motivem v převládající zelené barvě. Intenzita této výzdoby souvisela se zdůrazněním soudní moci panovníka. Stejně jako u mistrné konstrukce královské oratoře, která je s palácem spojena kamenným mostkem, se i zde polemizuje o autorství mezi oběma významnými kameníky tehdy působícími na Hradě, Hansem Spiessem a Benediktem Rejtem. Díky přístavbě mostku a oratoře mohl král přejít přímo do katedrály sv. Víta. Tento počin se datuje do doby po roce 1490, protože mezi znaky Vladislavových zemí na její poprsnici se objevuje znak uherského království.
Díky svým zkušenostem se Rejt podílel na opravě opevnění hradu (dokončeno v roce 1496), které doplnil třemi nízkými oblými dělostřeleckými baštami, jejichž pozůstatky jsou dochovány pod úrovní dnešního terénu. V rámci budování královského paláce vznikl trůnní a rytířský sál, později nazvaný Vladislavský sál (1493–1502), ve své době největší zaklenutý sál bez středových podpěr ve střední Evropě, který dokazoval výjimečné technologické zdatnosti Benedikta Rejta. Obrovský prostor na půdorysu nepravidelného obdélníku o rozměrech zhruba 62 × 16 × 12 metrů je zaklenut pěti poli kroužené klenby, protínající se v dynamických hvězdových obrazcích. Ty s sebou nesly nemalé úsilí dle Rejtova umu (navržení abstraktního geometrického schématu) a obrovskou zodpovědnost při realizaci do trojrozměrného útvaru. Klenba je podepřena vtaženými vnitřními opěráky, sál byl opatřen velkými renesančními pravoúhlými okny (jedna z prvních stop renesance na našem území), které musely být dále děleny ve dví a každá polovina dostala kamenný kříž, nesoucí dřevěné okenní rámy. Sál byl před požárem v roce 1541 zastřešen pěti strmými stanovými střechami, což bylo pokládáno za typicky rejtovské. Stejné řešení lze najít na kostele svatého Mikuláše v Lounech i na kostele svaté Barbory v Kutné Hoře. Vznikl tak monumentální veřejný prostor, jak o něm psal teoretik architektury Alberti.
Zároveň se Starou sněmovnou a Ludvíkovým křídlem je s Vladislavským sálem spojený prostor Jezdeckých schodů, které sloužily k nástupu rytířů s koňmi k turnajům a také pro přísun paliva do krbů v sále. Více než pravoúhlé schodišťové stupně připomínají širokou nástupní rampu zaklenutou složitým vzorcem přetínaných kroužených žeber.

#### Opevnění Pražského Hradu
Díky svým zkušenostem se Benedikt Rejt mohl podílet na posílení lucemburských fortifikací. Jako více feudálních sídel nebyl ani Pražský hrad dostatečně chráněn svými hradbami a to zejména severní břeh Jeleního příkopu. Zde namísto zbořené parkánové hradby vyrostla masivní arkádová 8 metrů vysoká a 3 metry široká zeď, uvnitř které vznikla krytá střelecká chodba s dvěma typy střílen. Součástí zdí jsou mohutné bateriové věže Mihulka, Daliborka a Bílá věž nevýrazně předstupující do popředí hradby.

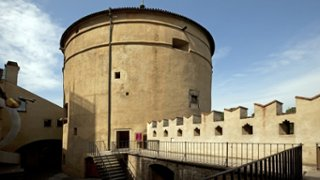
Pohled z ochozu severních hradeb Pražského Hradu na obrannou věž Mihulku

Daliborka představuje skutečný posun ve fortifikačním myšlení svým umístěním a váže se k ní pověst o Daliborovi z Kozojed, po kterém je i pojmenovaná. Všechny z těchto věží představují obvyklý typ válcové bašty s mohutnými stěnami, do nichž byly prolomeny různé typy střílen a palba z nich tak účelně pokryla celou plochu příkopu, rozsáhlý prostor před ním i jeho dno. Druhá strana opevnění vytvořila dnes veřejnosti z části přístupnou Zlatou uličku.
Na jižní straně Hradu Benedikt Rejt existující parkánovou hradbu pouze doplnil třemi nízkými oblými dělostřeleckými baštami, jejichž pozůstatky jsou dochovány pod úrovní dnešního terénu a na východě bylo jeho prací vytvoření rozsáhlého barbakánu před branou.
Inspirace pro vzhled a vlastnosti Rejtových fortifikací nelze přesně určit, dá se ale charakterizovat především snahou eliminovat účinky nepřátelské dělostřelby, ochranou vlastního dělostřelectva a aktivní obranou na více úrovních.

### Práce mimo Prahu
V roce 1511 doznívá činnost Benedikta Rejta na Pražském hradě. v tomto roce byly práce, zřejmě i pro nedostatek finančních prostředků, zastaveny. Rejt a jeho huť pak pracovali pro některá česká města a pro přední šlechtické rody.

#### Kutná Hora

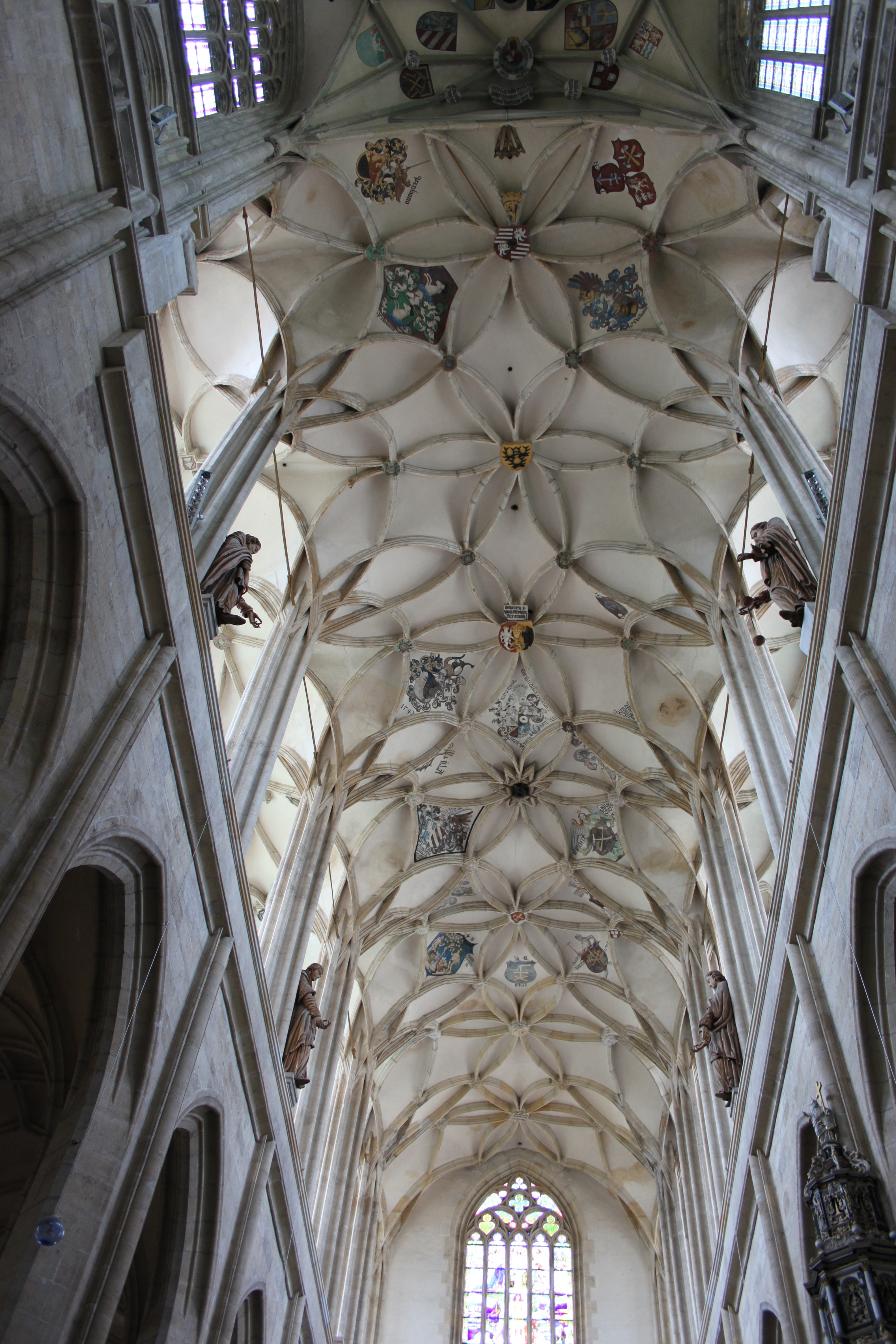
Kroužená klenba chrámu svaté Barbory v Kutné Hoře

Už 17. dubna 1512 podepisují s Benediktem Rejtem měšťané Kutné Hory smlouvu o dostavbě chrámu svaté Barbory. Rejt navázal na části vybudované Matějem Rejskem, ovšem zcela změnil plánovaný typ. Namísto zamýšleného pětilodí vybudoval síňové trojlodí, které podobně jako Vladislavský sál zaklenul klenbou s krouženými žebry.

#### Šlechtické hrady
Po roce 1510 byl Benedikt Rejt povolán syny Půty Švihovského z Rýzmberka k přestavbě rodového hradu Švihova. Navrhl vodní opevnění hradu s mohutnými, dovnitř otevřenými kamennými baštami podkovovitého půdorysu, práce dokončil do dvacátých let 16. století. Zhruba ve stejné době se podílel na opevnění dalšího rodového hradu Rabí, kde podobně jako na Švihově zabezpečil západní a jižní stranu hradu dovnitř otevřenými válcovitými baštami.
V letech 1523–30 se Rejt podílel na přestavbě hradu v Blatné, který jako reprezentativní sídlo svého rodu přestavoval Zdeněk Lev z Rožmitálu. Podle Rejtova projektu byl ke starému hradu přistavěn nový dvoupatrový renesanční palác s pravoúhlými okny a dvojicemi trojbokých arkýřů. Hrad byl obehnán dvojitým vodním příkopem, odděleným hradební zdí.
V letech 1524–32 se podle Rejtova projektu přestavoval hrad ve slezském Frankenštejně; dodnes se zachovaly jen zříceniny tohoto impozantního renesančního kastelu.
Rozměry, technická dokonalost a podobnost mohutného pozdně gotického opevnění dnešního renesančního zámku v Březnici s dalšími podobnými stavbami, např. opevněním hradu Švihova, nutí k úvaze, že i toto je jeho dílem.

## Následníci
U Benedikta Rejta se vyučila řada kameníků, kteří pak ohlasy huti přenášeli přes Krušné hory do Saska. Největšího věhlasu dosáhl Jakub Heilmann ze Schweinfurtu († 1529), který pracoval pod Rejtovým vedením v Praze i Kutné Hoře a později se stal mistrem kamenické huti při kostele sv. Anny v saském Annabergu V Čechách projektoval síňové trojlodí kostela Nanebevzetí Panny Marie v Mostě (1517). V Rejtově okruhu se vyškolil také mistr Pavel, jemuž je připisován kostel svatého Mikuláše v Lounech a který vedl pernštejnskou stavební huť v Pardubicích (mimo staveb ve městě vybudoval hrad na Kunětické hoře).